# Mizuo Peck

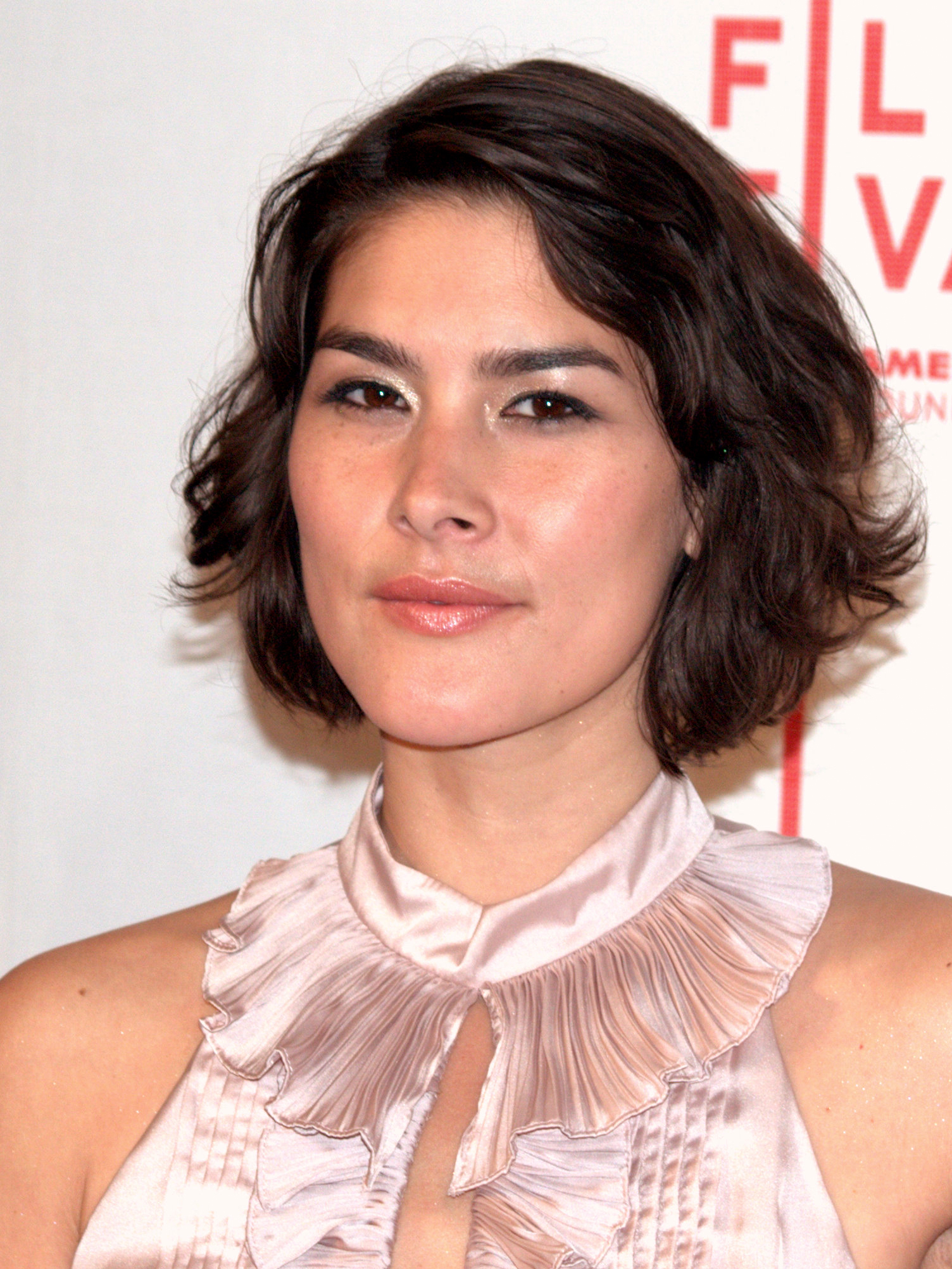
Mizuo Peck (2009)

Mizuo Peck (* 18. August 1977 in New York) ist eine US-amerikanische Schauspielerin. 

## Leben und Karriere
Mizuo Peck wuchs in New York auf und stand bereits in jungen Jahren auf der Theaterbühne. Sie besuchte die Theaterabteilung der State University of New York und gab ihr Filmdebüt im Jahr 2000 im deutschen Fernsehfilm Nicht heulen, Husky neben Heiner Lauterbach und Barbara Rudnik. Bekannt wurde sie aber vor allem durch ihre Rolle als Sacajawea in der dreiteiligen Filmreihe Nachts im Museum zwischen 2006 und 2014.

## Filmografie (Auswahl)
- 2000: Nicht heulen, Husky (Fernsehfilm)
- 2001: Scenes of the Crime
- 2002: Witchblade – Die Waffe der Götter (Witchblade, Fernsehserie, 1 Folge)
- 2003: All My Children (Fernsehserie, 1 Folge)
- 2006: Criminal Intent – Verbrechen im Visier (Law & Order: Criminal Intent, Fernsehserie, 1 Folge)
- 2006: Nachts im Museum (Night at the Museum)
- 2008: Magritte Moment (Kurzfilm)
- 2008: Nachts im Museum 2 (Night at the Museum: Battle of the Smithsonian)
- 2011: Almost in Love
- 2013: iLove: geloggt, geliked, geliebt (A Case of You)
- 2014: Nachts im Museum: Das geheimnisvolle Grabmal (Night at the Museum: Secret of the Tomb)
- 2019: Madam Secretary (Fernsehserie, 1 Folge)